# ストックホルム中央駅

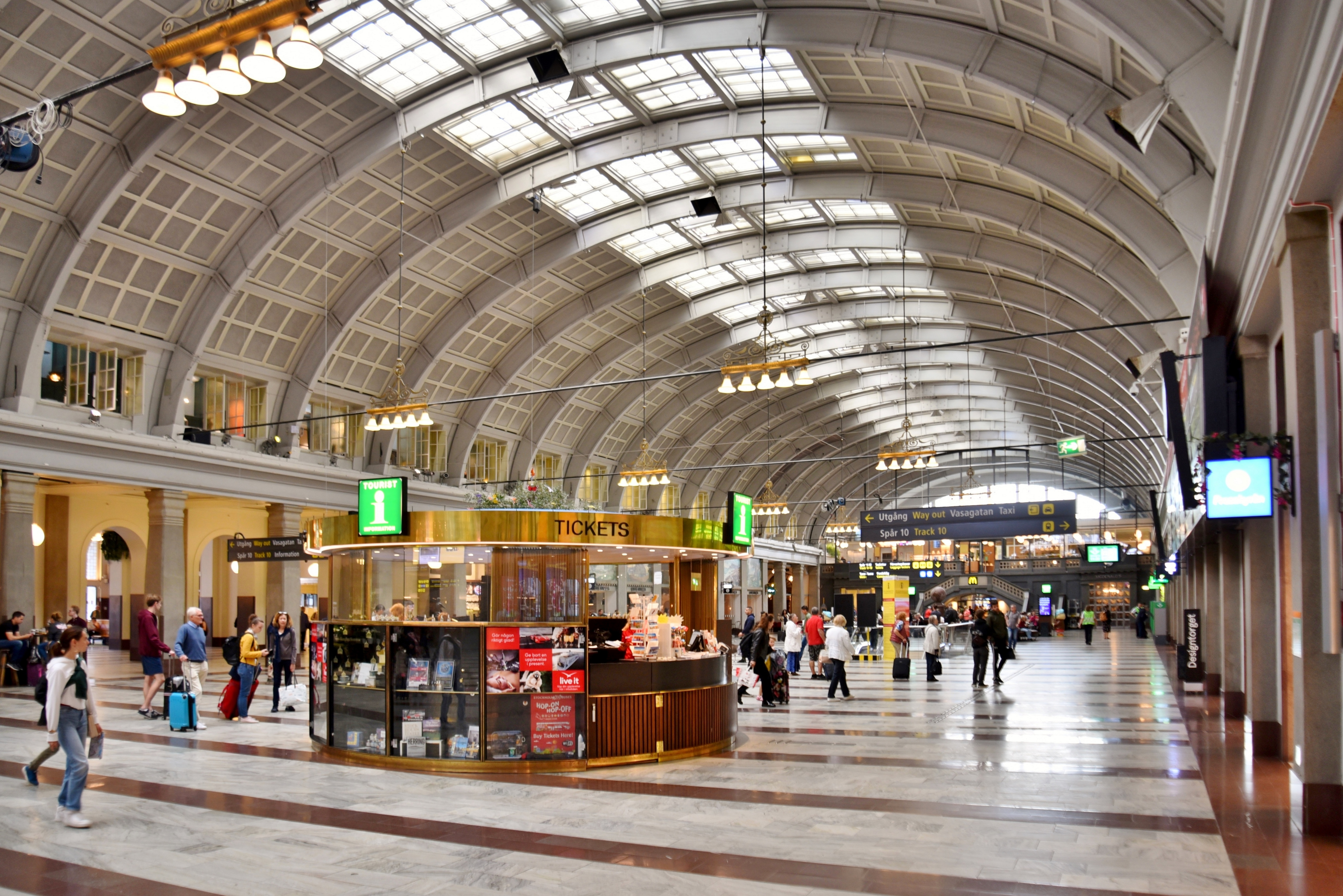
待合ホール

ストックホルム中央駅(スウェーデン語: Stockholms centralstation)はスウェーデンの首都ストックホルムにあるスウェーデン最大のターミナル駅である。ストックホルム中央駅はストックホルムの中心部であるノルマルマ地区のヴァーサガータン通りに面している。開業は1871年7月18日で今日では毎日25万人以上が訪れスウェーデンのみならず、北欧諸国の交通の拠点ともなっている。通勤列車の旅客が10万5千人、アーランダ国際空港へのアクセス列車の旅客が2万5千人、その他の旅客が4万人、計17万人の旅客が毎日利用している。
駅舎は1867年から1871年にかけて建築家Adolf W. Edelsvärdの設計により建設された。1925年から1927年にかけて改良工事が行われ、トレインシェッド内の線路とプラットフォームが屋外に移設された。これにより、長さ119m、幅28m、高さ13mの巨大な待合ホールが設置された。改良後は南側にも建物が拡張されている。現在では会議場として使用され、会議場の隣は王族が列車を利用する際の貴賓室として利用されている。
1951年以降、ヴァーサガータン方の建物面はよりシンプルな物に変わり、1957年には地下鉄駅が開業している。

## 乗り入れ路線
- SJ AB
- アーランダエクスプレス
- ストックホルム地下鉄